# Schwabes Garten

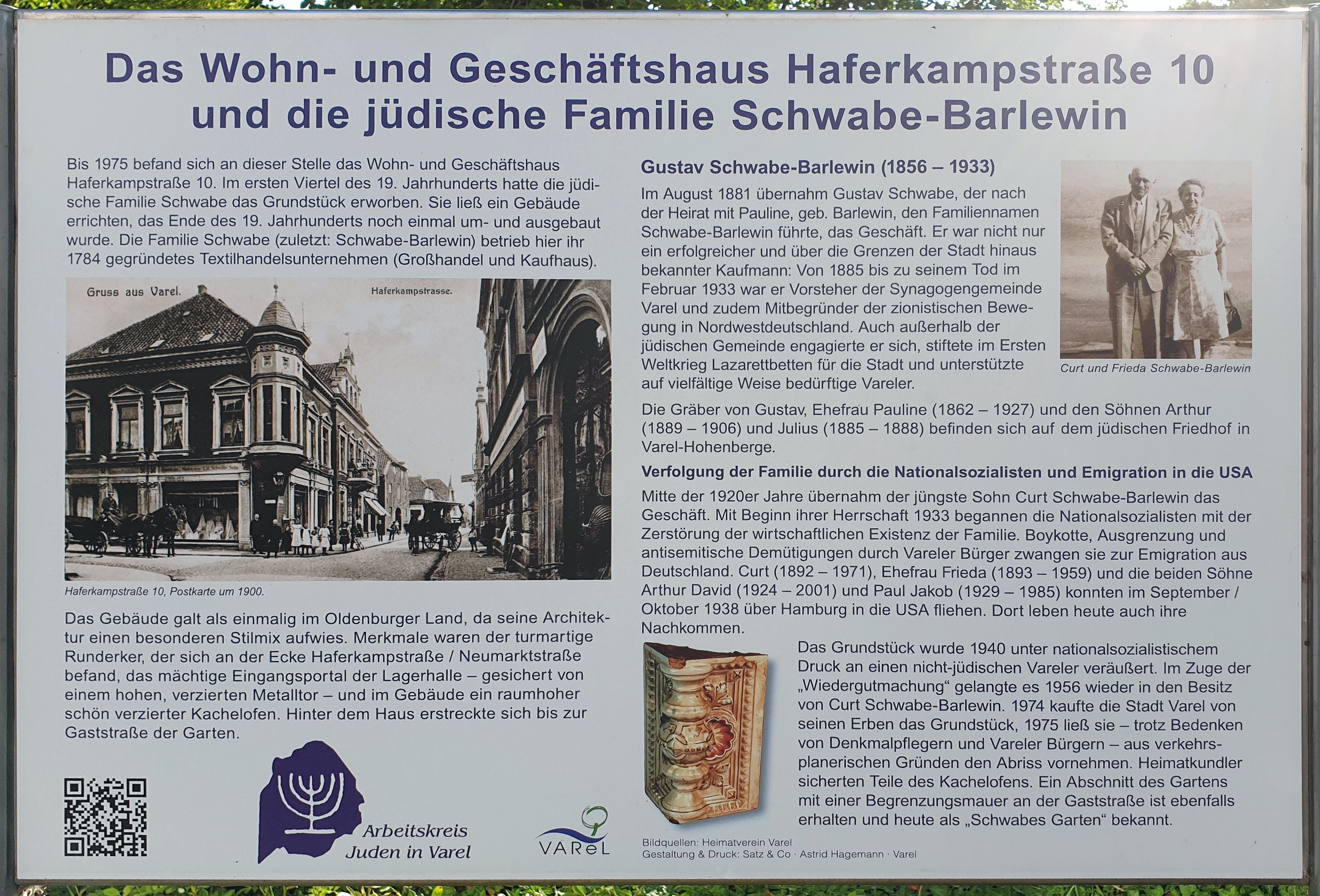
Gedenktafel, Neumarktstraße, in Varel

Schwabes Garten ist der erhaltene Garten des ehemaligen Anwesens der jüdischen Familie Schwabe(-Barlewin) in Varel.
Die Familie bewohnte in der niedersächsischen Stadt seit dem ersten Viertel des 19. Jahrhunderts ein Eckhaus und betrieb dort einen Textilgrohandel und ein Kaufhaus. Die letzte in Varel lebende Generation der Familie Schwabe-Barlewin, Curt mit seiner Ehefrau Frieda, geborene Roseno, und den beiden Söhnen Arthur David (1924–2001) und Paul Jakob flüchtete im September/Oktober 1938, wenige Tage vor der Reichspogromnacht, in die USA.
Die Architektur des Gebäudes beinhaltete viele verschiedene Stilelemente und galt in seiner Bauweise im Oldenburger Land als einmalig. Als ein besonderes Merkmal stach der Runderker hervor, der sich an der Ecke Haferkamp – Neumarktstraße befand. Auch wurde dieses Haus durch das mächtige Eingangsportal der Lagerhalle geprägt, gesichert von einem zwei Meter hohen, verzierten Metalltor. Abschließend rundete ein gewaltiger, beinahe raumhoher Kachelofen den Eindruck ab. Das Grundstück wurde 1940 unter nationalsozialistischem Druck an einen nicht-jüdischen Vareler veräußert. Im Zuge der „Wiedergutmachung“ gelangte es 1956 wieder in den Besitz von Curt Schwabe-Barlewin. 1974 kaufte die Stadt Varel von seinen Erben das Grundstück, 1975 ließ sie – trotz Bedenken von Denkmalpfl egern und Vareler Bürgern – aus verkehrsplanerischen Gründen den Abriss vornehmen. Im Jahre 1975 wurde das Gebäude mit der Begründung der Baufälligkeit und aus verkehrsplanerischen Erwägungen abgerissen. Lediglich einige Überreste des Kachelofens konnten durch den Heimatkundler Volker Pape geborgen werden.
Seit 2014 wird der ehemalige Garten der Familie Schwabe vom Naturschutzbund Deutschland gepflegt. Hierzu wurde auf dem Gartengrundstück eine Obstwiese angelegt und Schilder aufgestellt, die Erklärungen zu den Bäumen und Nisthilfen enthalten.